# Pinnow (Brandemburgo)
Pinnow é um município da Alemanha, situado no distrito de Uckermark, no estado de Brandemburgo. Tem 12,93 km² de área, e sua população em 2019 foi estimada em 898 habitantes.